# Mark Danner
Mark Danner (* 10. November 1958 in Utica, New York) ist ein US-amerikanischer Schriftsteller und Journalist. Beiträge von ihm erschienen unter anderem in The New Yorker und The New York Review of Books. Danner beschäftigt sich unter anderem kritisch mit der US-amerikanischen Außenpolitik, Mittelamerika, Ex-Jugoslawien und dem Nahen Osten.

## Leben
Danner wuchs in Utica auf und studierte an der Harvard University, wo er einen Abschluss in Moderner Literatur und Ästhetik machte. Nach Stationen bei The New York Review of Books, Harper’s Magazine, The New York Times Magazine ging er 1990 zum Magazin The New Yorker. Nach 9/11 schrieb er über den Krieg gegen den Terror sowie die amerikanische Invasion in den Irak. Seit 2004 verfasste er eine Reihe von kritischen Essays zu Abu Ghuraib und US-amerikanischer Folter. 
Er unterrichtet Journalismus und Englisch an der University of California, Berkeley.

## Werke
- The Massacre at El Mozote: A Parable of the Cold War. Vintage, New York 1994, ISBN 0-679-75525-X (englisch).
- The Road to Illegitimacy: One Reporter's Travels through the 2000 Florida Vote Recount. Melville House, New Jersey 2004, ISBN 978-0-9749609-6-8 (englisch).
- Torture and Truth: America, Abu Ghraib, and the War on Terror. New York Review Books, New York 2004, ISBN 978-0-679-41532-9 (englisch).
- The Secret Way to War: The Downing Street Memo and the Iraq War's Buried History. New York Review Books, New York 2006, ISBN 978-1-59017-207-0 (englisch).
- Stripping Bare the Body: Politics Violence War. Nation Books, New York 2009, ISBN 978-1-56858-413-3 (englisch).
- Spiral: Trapped in the Forever War. Simon & Schuster, New York 2016, ISBN 978-1-4767-4776-7 (englisch).